# 冯世基
冯世基（？—？），長樂郡信都縣（今河北省衡水市冀州區）人，隋朝官員。冯长命之父。

## 生平
隋文帝赏赐给李德林叛臣王谦的住宅。后来改赐崔谦，隋文帝让李德林可以用庄店替换。李德林以北齐宰相高阿那肱在卫国县的市店替换。589年，隋文帝到晋阳，店里的人上表诉说：“土地本来是百姓之物，被高氏强夺，在上面盖屋。”隋文帝命令有关部门估价，付钱给百姓命。遇追苏威自长安至，奏云：“高阿那肱以谄媚得寵，枉取民地，造店租赁。李德林妄奏，自己搬入。”李圆通、冯世基等上奏：“此店收利如同食邑千户，请计算时日追回赃款。”隋文帝因此责怪李德林，李德林请他们查看高阿那肱文簿，他们换宅的本意，隋文帝不听，追回了全部市店当地居民。隋灭南陈，陈豫章郡太守徐璒不降，韦洸派开府吕昂、长史冯世基率兵进至城下，徐璒诈降，其夜率所部二千人袭击吕昂，吕昂与冯世基合击，大破擒拿徐璒。封魏国公。官至兵部尚书。赠尚书左仆射。

## 父
- 冯谦，周武帝时大将军、随州刺史、长山公